# Chil Brawerman
Chil Brawerman ps. „Baca” (ur. ok. 1907, zm. 1943) – żydowski partyzant, członek Gwardii Ludowej.

## Życiorys
Niewiele wiadomo na temat dzieciństwa i młodości Brawermana. Prawdopodobnie wywodził się z zamożnej żydowskiej rodziny z okolic Iłży. Z ustaleń GKBZH wynika, że był przed wojną właścicielem działającego w tym mieście wapiennika. Ponadto w okresie międzywojennym odbył służbę w Wojsku Polskim, którego szeregi opuścił prawdopodobnie w stopniu kaprala.
W czasie niemieckiej okupacji trafił do getta w Iłży, z którego przy pomocy Władysława Łodeja i jego rodziny uciekł po rozpoczęciu wywózek do obozu zagłady w Treblince (sierpień 1942). Wkrótce skupił wokół siebie dużą grupę żydowskich uciekinierów z gett w Iłży, Siennie i Kazanowie (niekiedy były to całe rodziny). Jeden ze świadków twierdził, że jesienią 1942 roku pod jego rozkazami znajdowało się ok. 100 Żydów, z czego jednak nie więcej jak czterdziestu było zdolnych do noszenia broni. Początkowo grupa Brawermana koczowała w okolicach wsi Seredzice, później przeniosła się w rejon leśniczówki Klepacze, a następnie w rejon nieczynnej kopalni żelaza „Wierzbeczko”, by ostatecznie urządzić obozowisko na bagnach Klamocha nieopodal wsi Przymiarki.
W pierwszych tygodniach po ucieczce z getta Brawerman i jego ludzie starali się unikać jakichkolwiek działań mogących zwrócić uwagę Niemców. Przez pewien czas pozostawali także formalnie podporządkowani Armii Krajowej. Wkrótce Brawerman postanowił jednak związać się z komunistycznym ruchem oporu. Stosowne kontakty nawiązał za pośrednictwem komórki PPR w Radomiu. Na początku listopada 1942 na bazie grupy Brawermana zorganizowano polsko-żydowski oddział partyzancki Gwardii Ludowej. Dowództwo nad nim objął polski komunista Stanisław Olczyk ps. „Garbaty”, podczas gdy Brawerman sprawował funkcję jego zastępcy.
Już jako partyzant Brawerman odgrażał się publicznie, że zabije znanego z okrucieństwa niemieckiego żandarma z Iłży o nazwisku Batz. Funkcjonariusz ten zwany był powszechnie „Bacą”, a przydomek ten wkrótce stał się również partyzanckim pseudonimem Brawermana.
W listopadzie 1942 oddział „Bacy” i „Garbatego” przeprowadził kilka akcji bojowych, które miały na celu zdobycie broni i zaopatrzenia. Ich znaczenie militarne było bardzo niewielkie, niemniej do tego stopnia zaniepokoiły one Niemców, że władze policyjne powiatu starachowickiego podjęły decyzję o przeprowadzeniu w lasach zakrojonej na szeroką skalę obławy. 3 lub 6 grudnia 1942 niemiecka ekspedycja karna otoczyła partyzancki obóz na bagnach Klamocha. W nierównej walce poległo lub zostało zamordowanych ok. 50 partyzantów i żydowskich uciekinierów. Część oddziału, w tym „Garbaty”, Łodej i ranny w rękę „Baca”, zdołała wyrwać się z okrążenia. Po zakończeniu obławy Niemcy przeprowadzili akcję represyjną wymierzoną w polskie rodziny udzielające pomocy Żydom i partyzantom, której rezultatem były masakry w Starym Ciepielowie i Rekówce, Świesielicach i Zajączkowie.
Po starciu na bagnach Klamocha Brawerman wraz z kilkoma podkomendnymi ukrywał się przez pewien czas w lasach powiatu starachowickiego. W lutym 1943 jego ludzie zastrzelili leśniczego Jana Tomczyka, którego niesłusznie oskarżyli o kolaborację z Niemcami. Brawerman rozkazał także zabić dwóch polskich nastolatków z wsi Budy Brodzkie, którzy na rozkaz tamtejszego sołtysa odprowadzili schwytaną w lasach żydowską kobietę na posterunek „granatowej policji”. Owe zabójstwa spowodowały duże wzburzenie miejscowej ludności polskiej i przyczyniły się do ograniczenia pomocy udzielanej żydowskim uciekinierom.
Po rozwiązaniu oddziału „Garbatego” Brawerman wraz ze swą grupą dołączył do oddziału „Lwy” dowodzonego przez Izraela Ajzenmana. Później walczył jeszcze w szeregach sowieckiej grupy desantowej Andrieja Andriejewa, znanej również jako „oddział im. Głowackiego”. Zginął w niejasnych okolicznościach latem 1943. Według autorów opracowania Tajne oblicze GL-AL i PPR utonął podczas kąpieli w rzece lub poległ w walce z oddziałem NSZ.